# 西尔维乌·伦格
西尔维乌·伦格（羅馬尼亞語：Silviu Lung，1956年9月9日—），罗马尼亚男子足球运动员，司职守门员。他曾代表罗马尼亚国家队参加1990年国际足联世界杯，结果队伍止步十六强。